# Skjern (rivière)
Le Skjern est un fleuve située dans le Jutland au Danemark.

## Caractéristiques
Le fleuve Skjern a une longueur d'environ 94 km. Le Skjern est le troisième plus long cours d'eau du Danemark. Il était également appelé auparavant "Lønborg". Il draine les eaux fluviales sur une superficie de 2 100 km2. Il prend sa source à une altitude de 70 mètres.
Le cours d'eau traverse les communes de Vejle dans la région du Danemark-du-Sud, puis les communes d'Ikast-Brande, de Herning et de Ringkøbing-Skjern dans la région du Jutland-Central. Le Skjern s'écoule vers l'ouest avant d'aller se jeter dans la Mer du Nord au sud de la ville de Skjern.

### Références

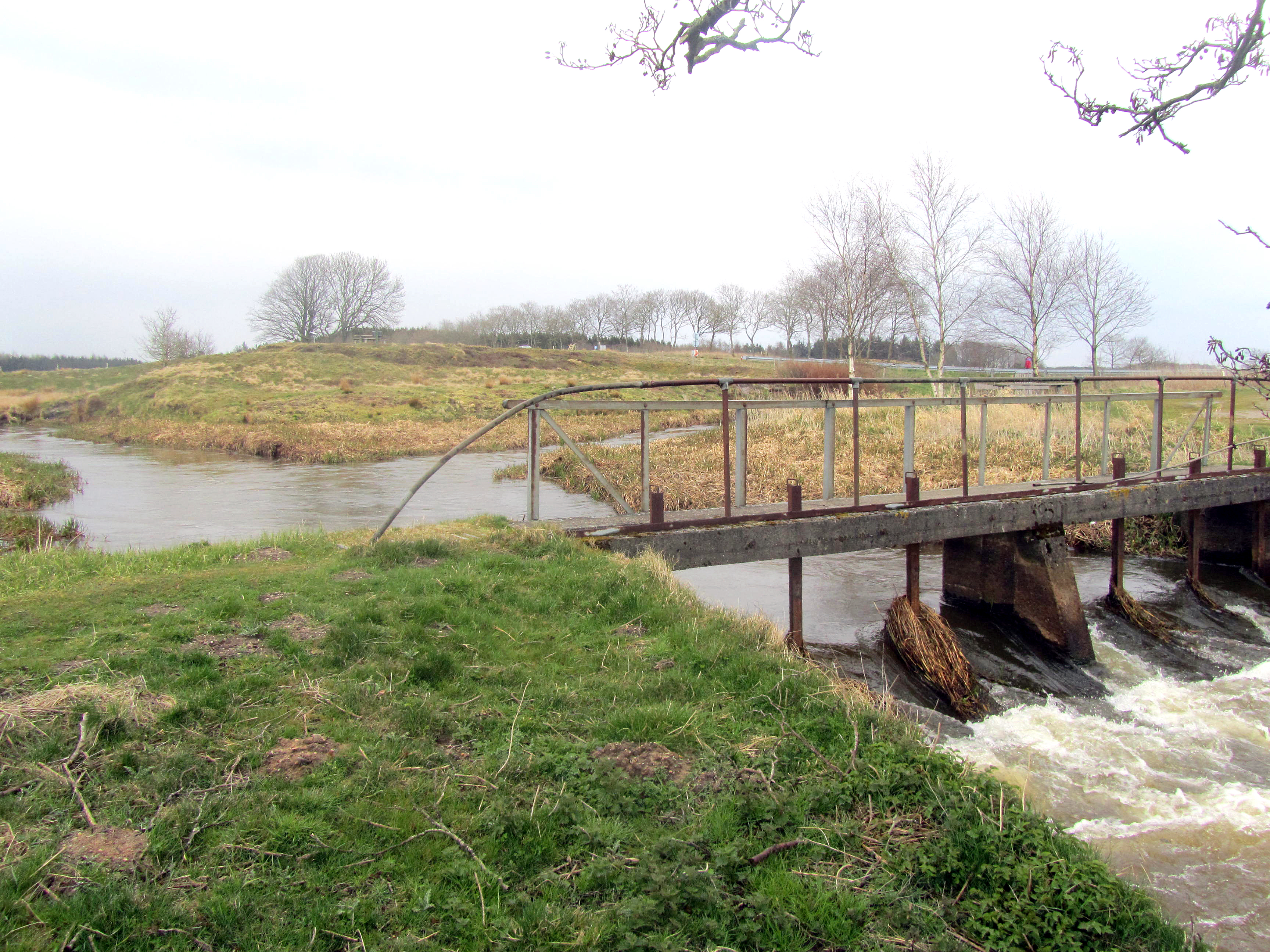
Confluence des rivières Ring et Skjern (à droite) juste en amont du barrage.

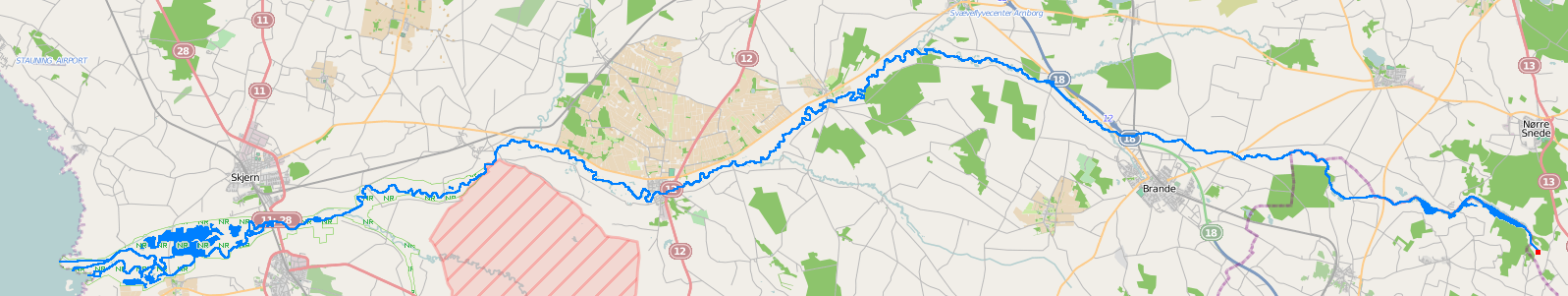
Carte du fleuve Skjern.